# Billy Yank
Billy Yank era, negli Stati Uniti al tempo della guerra di secessione americana, la personificazione nazionale degli stati dell'Unione. Il suo cognome derivava dal termine yankee ed era rappresentato con indosso l'uniforme nordista. I vignettisti dell'epoca lo contrapponevano alla figura sudista di Johnny Reb.
In precedenza yankee veniva usato per riferirsi agli abitanti della Nuova Inghilterra, e forse derivava da un termine per riferirsi ai coloni nederlandesi dei Nuovi Paesi Bassi, e i sudisti lo adoperarono per riferirsi agli statunitensi al di sopra della linea Mason-Dixon (e dai britannici per riferirsi a chiunque provenisse dagli Stati Uniti). 
Spesso Billy Yank viene raffigurato mentre indossa un'uniforme regolamentare dell'esercito statunitense, di lana blu, che includeva una divisa da fatica, un cappotto leggero di lana con una tasca interna e quattro bottoni d'ottone davanti, con un cappello simile al chepì fatto di tessuto di lana, con la parte superiore arrotondata e piatta, foderata di cotone, e una visiera di pelle.